# Răzvan Nicolescu
Răzvan Nicolescu (n. 20 martie 1978, București, România) este un expert român în energie, propus pe 3 martie 2014 ministru pentru Energie. În perioada 2014-2016 a fost Președintele Agenției Europene de Reglementare în Energie iar în prezent lucrează în poziția de consultant, în cadrul Deloitte Romania.
In anul 2021 a fost numit de către Comisia Europeana la conducerea unei instituții europene care se ocupa de tehnologie si inovare.